# Сита бинт Абдул-Азиз Аль Сауд
Си́та бинт Абдул-Ази́з Аль Сау́д (араб. صيتة بنت عبد العزيز آل سعود‎; 1930, Эр-Рияд — 13 апреля 2011, Эр-Рияд) — саудовская принцесса, дочь короля Абдул-Азиза ибн Абдуррахмана Аль Сауда. Её полнородный брат — король Абдалла.

## Биография
Сита бинт Абдул-Азиз Аль Сауд родилась в 1930 году в Эр-Рияде в семье короля Абдул-Азиза ибн Абдуррахмана Аль Сауда и Фахды бинт Аси аш-Шурейм, дочери Аси бинт Шурейма Аль Шаммари. Её мать ранее была женой эмира Джебель-Шаммара Сауда ибн Абдул-Азиза Аль Рашида и после его убийства в 1920 году она стала женой короля Абдул-Азиза. У Ситы были полнородный брат король Абдалла (1924—2015) и сестра принцесса Нуф (ум. 2015). Все остальные братья и сёстры были родными по отцу.
В 2003 году принцесса инициировала Совет принцесс, который был создан с целью привлечения членов каждой ветви королевской семьи. Это был первый семейный совет для женщин-членов королевской семьи в Саудовской Аравии.
Под патронажем и спонсорской поддержки принцессы Ситы проходили Форумы саудовских женщин, целью которого было позволить женщинам участвовать в развитии страны, поощрении и распространении культуры среди саудовских женщин и дать возможность участвовать в реализации национального плана развития посредством учебных занятий. Под её патронажем проходил День карьеры для девочек, целью которого было познакомить общественность и побудить частный сектор принимать на работу своих выпускниц.
Скончалась 13 апреля 2011 года в возрасте 80 лет после продолжительной болезни. 

## Семья
Принцесса Сита была женой своего двоюродного брата Абдаллы ибн Мухаммеда Аль Кабира, в браке с которым было 5 детей (3 сына и 2 дочери).